# Acaule
 (mars 2012).
Si vous disposez d'ouvrages ou d'articles de référence ou si vous connaissez des sites web de qualité traitant du thème abordé ici, merci de compléter l'article en donnant les références utiles à sa vérifiabilité et en les liant à la section « Notes et références ».

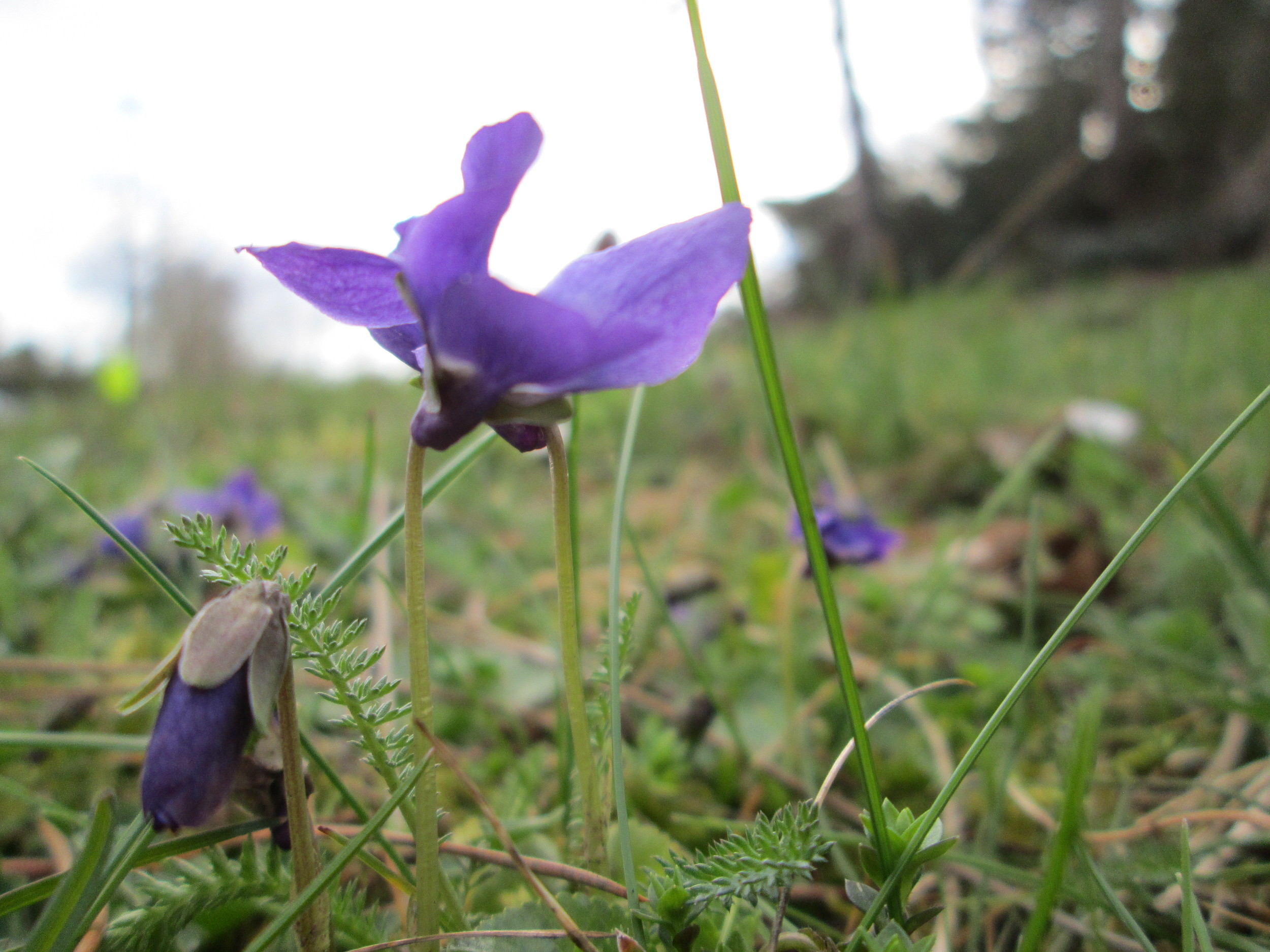
La violette odorante est acaule. Ce qui est communément appelé une tige est pour les botanistes une hampe florale.

Une plante acaule  (du grec a-, élément privatif et kaulos, tige) est une plante dont les feuilles et les bourgeons semblent s'attacher directement au collet sans tige apparente. Une plante acaulescente est à tige très courte, paraissant acaule. L’acaulie, caractère d'une plante acaule, n'exclut pas l'existence d'une hampe florale.
Les acaules portent généralement des feuilles plus ou moins étalées et disposées en rosette sur le sol, autour de l'inflorescence. La tige, très courte, existe mais elle est insignifiante et n'est pas apparente au-dessus du sol. Ces plantes représentent le plus bas étage de végétation aérienne dans la classification de Raunkier (plantes hémicryptophytes), elles s'opposent aux buissonnantes et aux arborescentes.
Le tussilage, le pissenlit et la primevère en sont des exemples très communs.

## Exemples
- Carline acaule
- Cirse acaule
- Cypripède acaule
- Silène acaule
- Solanum acaule
- Gentiane acaule
- Violette odorante